# Mexico Citys Grand Prix 2022
Mexico Citys Grand Prix 2022 (officielt navn: Formula 1 Gran Premio de la Ciudad de México 2022) var et Formel 1-løb, som blev kørt den 30. oktober 2022 på Autódromo Hermanos Rodríguez i Mexico City, Mexico. Det var det tyvende løb i Formel 1-sæsonen 2022.

## Kvalifikation
| Pos.               | Nr. | Kører             | Konstruktør           | Del 1     | Del 2    | Del 3    | Grid |
| ------------------ | --- | ----------------- | --------------------- | --------- | -------- | -------- | ---- |
| 1                  | 1   | Max Verstappen    | Red Bull Racing-RBPT  | 1.19,222  | 1.18,566 | 1.17,775 | 1    |
| 2                  | 63  | George Russell    | Mercedes              | 1.19,583  | 1.18,565 | 1.18,079 | 2    |
| 3                  | 44  | Lewis Hamilton    | Mercedes              | 1.19,169  | 1.18,552 | 1.18,084 | 3    |
| 4                  | 11  | Sergio Pérez      | Red Bull Racing-RBPT  | 1.19,706  | 1.18,615 | 1.18,128 | 4    |
| 5                  | 55  | Carlos Sainz, Jr. | Ferrari               | 1.19,566  | 1.18,560 | 1.18,351 | 5    |
| 6                  | 77  | Valtteri Bottas   | Alfa Romeo-Ferrari    | 1.19,523  | 1.18,762 | 1.18,401 | 6    |
| 7                  | 16  | Charles Leclerc   | Ferrari               | 1.19,505  | 1.19,109 | 1.18,555 | 7    |
| 8                  | 4   | Lando Norris      | McLaren-Mercedes      | 1.19,857  | 1.19,119 | 1.18,721 | 8    |
| 9                  | 14  | Fernando Alonso   | Alpine-Renault        | 1.20,006  | 1.19,272 | 1.18,939 | 9    |
| 10                 | 31  | Esteban Ocon      | Alpine-Renault        | 1.19,945  | 1.19,081 | 1.19,010 | 10   |
| 11                 | 3   | Daniel Ricciardo  | McLaren-Mercedes      | 1.20,279  | 1.19,325 | N/A      | 11   |
| 12                 | 24  | Zhou Guanyu       | Alfa Romeo-Ferrari    | 1.20,283  | 1.19,476 | N/A      | 12   |
| 13                 | 22  | Yuki Tsunoda      | AlphaTauri-RBPT       | 1.19,907  | 1.19,589 | N/A      | 13   |
| 14                 | 10  | Pierre Gasly      | AlphaTauri-RBPT       | 1.20,256  | 1.19,672 | N/A      | 14   |
| 15                 | 20  | Kevin Magnussen   | Haas-Ferrari          | 1.20,293  | 1.19,833 | N/A      | 191  |
| 16                 | 47  | Mick Schumacher   | Haas-Ferrari          | 1.20,4192 | N/A      | N/A      | 15   |
| 17                 | 5   | Sebastian Vettel  | Aston Martin-Mercedes | 1.20,4192 | N/A      | N/A      | 16   |
| 18                 | 18  | Lance Stroll      | Aston Martin-Mercedes | 1.20,520  | N/A      | N/A      | 203  |
| 19                 | 23  | Alexander Albon   | Williams-Mercedes     | 1.20,859  | N/A      | N/A      | 17   |
| 20                 | 6   | Nicholas Latifi   | Williams-Mercedes     | 1.21,167  | N/A      | N/A      | 18   |
| 107%-tid: 1.24,710 |     |                   |                       |           |          |          |      |
| Kilde:             |     |                   |                       |           |          |          |      |

Noter:
↑1 - Kevin Magnussen blev givet en 5-plads straf for at skifte en del af sin motor.
↑2 - Mick Schumacher og Sebastian Vettel satte en identisk tid i den første del. Schumacher blev placeret øverst, fordi han satte tiden først.
↑3 - Lance Stroll blev givet en 5-plads straf for et sammenstød med Fernando Alonso i forrige runde.

## Resultat
| Pos.                                                               | Nr. | Kører             | Konstruktør           | Omgange | Tid/Udgået  | Startpos. | Point |
| ------------------------------------------------------------------ | --- | ----------------- | --------------------- | ------- | ----------- | --------- | ----- |
| 1                                                                  | 1   | Max Verstappen    | Red Bull Racing-RBPT  | 71      | 1:38.36,729 | 1         | 25    |
| 2                                                                  | 44  | Lewis Hamilton    | Mercedes              | 71      | +15,186     | 3         | 18    |
| 3                                                                  | 11  | Sergio Pérez      | Red Bull Racing-RBPT  | 71      | +18,097     | 4         | 15    |
| 4                                                                  | 63  | George Russell    | Mercedes              | 71      | +49,431     | 2         | 131   |
| 5                                                                  | 55  | Carlos Sainz, Jr. | Ferrari               | 71      | +58,123     | 5         | 10    |
| 6                                                                  | 16  | Charles Leclerc   | Ferrari               | 71      | +1.08,774   | 7         | 8     |
| 7                                                                  | 3   | Daniel Ricciardo  | McLaren-Mercedes      | 70      | +1 omgang2  | 11        | 6     |
| 8                                                                  | 31  | Esteban Ocon      | Alpine-Renault        | 70      | +1 omgang   | 10        | 4     |
| 9                                                                  | 4   | Lando Norris      | McLaren-Mercedes      | 70      | +1 omgang   | 8         | 2     |
| 10                                                                 | 77  | Valtteri Bottas   | Alfa Romeo-Ferrari    | 70      | +1 omgang   | 6         | 1     |
| 11                                                                 | 10  | Pierre Gasly      | AlphaTauri-RBPT       | 70      | +1 omgang   | 14        |       |
| 12                                                                 | 23  | Alexander Albon   | Williams-Mercedes     | 70      | +1 omgang   | 17        |       |
| 13                                                                 | 24  | Zhou Guanyu       | Alfa Romeo-Ferrari    | 70      | +1 omgang   | 12        |       |
| 14                                                                 | 5   | Sebastian Vettel  | Aston Martin-Mercedes | 70      | +1 omgang   | 16        |       |
| 15                                                                 | 18  | Lance Stroll      | Aston Martin-Mercedes | 70      | +1 omgang   | 20        |       |
| 16                                                                 | 47  | Mick Schumacher   | Haas-Ferrari          | 70      | +1 omgang   | 15        |       |
| 17                                                                 | 20  | Kevin Magnussen   | Haas-Ferrari          | 70      | +1 omgang   | 19        |       |
| 18                                                                 | 6   | Nicholas Latifi   | Williams-Mercedes     | 69      | +2 omgange  | 18        |       |
| 193                                                                | 14  | Fernando Alonso   | Alpine-Renault        | 63      | Motor       | 9         |       |
| Ret                                                                | 22  | Yuki Tsunoda      | AlphaTauri-RBPT       | 50      | Sammenstød  | 13        |       |
| Hurtigste omgang: George Russell (Mercedes) - 1.20,153 (omgang 71) |     |                   |                       |         |             |           |       |
| Kilde:                                                             |     |                   |                       |         |             |           |       |

Noter:
↑1 - Inkluderer point for hurtigste omgang.
↑2 - Daniel Ricciardo blev givet en 10-sekunders straf for at være skyld i et sammenstød med Yuki Tsunoda. Hans slutposition forblev uændret af straffen.
↑3 - Fernando Alonso udgik af ræset, men blev klassificeret som færdiggjort, i det at han havde kørt mere end 90% af ræset.

## Stilling i mesterskaberne efter løbet
| Pos. | Kører           | Point |
| ---- | --------------- | ----- |
| 1    | Max Verstappen  | 416   |
| 2    | Sergio Pérez    | 280   |
| 3    | Charles Leclerc | 275   |
| 4    | George Russell  | 231   |
| 5    | Lewis Hamilton  | 216   |

| Pos. | Konstruktør      | Point |
| ---- | ---------------- | ----- |
| 1    | Red Bull-RBPT    | 696   |
| 2    | Ferrari          | 487   |
| 3    | Mercedes         | 447   |
| 4    | Alpine-Renault   | 153   |
| 5    | McLaren-Mercedes | 146   |